# RS-28洲际弹道导弹
RS-28萨尔马特（北約代號：SS-X-30）是俄罗斯马克耶夫火箭设计局自2009年以来研制的一种配备液体火箭发动机和多目標重返大氣層載具的重型洲际弹道导弹。俄羅斯研發這枚洲際導彈的目的是為了取代撒旦重型洲际导弹，因此它又被称为撒旦二号。萨尔马特导弹可携带10个重型或者16个轻型分导式核弹头，也可以与高超声速武器的配合使用，如携带如先锋高超声速滑翔载具等再入飞行器。
莫斯科时间2022年4月20日15点12分，俄罗斯国防部于普列谢茨克航天发射场成功试射萨尔马特洲际弹道导弹，这是该武器研发项目的首次试射，训练用弹头命中位于堪察加半岛的靶场目标。俄罗斯国防部表示，该武器是当今世界威力最强、射程最远的弹道导弹。俄罗斯总统弗拉基米尔·普京与俄罗斯国防部均表示，萨尔马特有能力克服所有现代反导防御系统。预计该武器将装备给俄罗斯战略导弹部队，部署至克拉斯諾亞爾斯克附近的乌茹尔导弹兵团。
2024年9月21日，俄罗斯在普列谢茨克航天发射场试射该导弹失败。